# El Coll (Malla)
El Coll és un mas al terme de Malla (Osona), en l'exclavament del seu territori envoltat pel termes de Tona, Taradell i Seva.

## Arquitectura
Masia de planta quadrada coberta a dues vessants i amb el carener perpendicular a la façana, orientada a migdia. Consta de planta baixa i dos pisos. El portal d'entrada és descentrat i de forma rectangular, amb la llinda decorada i una làpida al damunt. A la part de llevant hi ha una bonica finestra decorada i un portal que tanca la lliça junt amb altres dependències agrícoles que desmereixen un xic l'antiga estructura del mas.
És construïda amb pedra i arrebossada al damunt. L'estat de conservació és força bo.

## Història
Antic mas que formà part de la quadra de Torrellebreta o Mirambec, que al segle xiii i XIV assolí una major densitat de població i arribà a tenir deu famílies, però al llarg dels segles següents, degut sobretot a la despoblació produïda per la Pesta Negra, tenia només quatre o cinc masos (segle XV): Torrellebreta, el molí de la Torre, el Feu, el Collell i el Coll. Al 1860 tenia vuit famílies i ara (1982) en té només cinc. Fou domini reial i, a partir del segle xv formà part de les Quadres Unides d'Osona, regides per un sol batlle. Vers 1770 recuperà l'autonomia i la va perdre definitivament al 1840, en unir-se a Malla.
El seu terme pertanyia tradicionalment a la parròquia de Seva, però al 1956 fou adscrit a la moderna parròquia de Sant Miquel de Balenyà.